# James Gordon
James Gordon (23 de abril de 1871 ou 1881 – 12 de maio de 1941) foi um ator. Nascido em Pittsburgh, Pensilvânia, ele foi um dos fundadores da companhia teatral The Troupers, com a qual ele realizou inúmeras obras de William Shakespeare.
Ao longo da sua carreira atuou em 127 filmes entre 1911 e 1935. Também dirigiu 4 filmes entre 1913 e 1915, incluindo The New Adventures of J. Rufus Wallingford (1915).

## Filmografia selecionada
- The Lighthouse by the Sea (1911)
- The Old Monk's Tale (1913)
- Tess of the d'Urbervilles (1913)
- The Lure of the Circus (1918)
- When Doctors Disagree (1919)
- Behind the Door (1919)
- The Bait (1921)
- A Game Chicken (1922)
- Hearts of Oak (1924)
- Miss Nobody (1926)
- The Social Highwayman (1926)
- Babe Comes Home (1927)
- The Charge of the Gauchos (1928)
- Masked Emotions (1929)